# Song Áp Sơn
Song Áp Sơn (双鸭山市) là một địa cấp thị tỉnh Hắc Long Giang, Cộng hòa Nhân dân Trung Hoa. Địa cấp thị này nằm trong một khu vực khai thác mỏ than đá. Dân số: 1,5 triệu, trong đó, dân số nội thành là 600.000 người.

## Các đơn vị hành chính
Địa cấp thị Song Áp Sơn quản lý các đơn vị cấp huyện sau:

### Các quận nội thành
Các quận sau:
- Tiêm Sơn (尖山区)
- Lĩnh Đông (岭东区)
- Tứ Phương Đài (四方台区)
- Bảo Sơn (宝山区)

### Các huyện
Các huyện:
- Tập Hiền (集贤县)
- Bảo Thanh (宝清县)
- Hữu Nghị (友谊县)
- Nhiêu Hà (饶河县)